# Estatística (RPG)
Uma estatística (ou stat) em role-playing games (eletrônicos ou não) é uma peça de dado que representa um aspecto de um personagem fictício. Tal peça de dado é geralmente um número inteiro sem medida ou, em alguns casos, um número definido ao jogar um dado.